# ساشا (دی‌جی)
ساشا (به انگلیسی: Sasha) (زادهٔ ۴ سپتامبر ۱۹۶۹ در بنگور، کائرنارفونشایر، ولز با نام الکساندر پل کو (به انگلیسی: Alexander Paul Coe)) یک دی‌جی و تهیّه‌کنندهٔ موسیقی ولزی است. ساشا کار خود را در اواخر دههٔ ۱۹۸۰ با تهیّهٔ موسیقی اسید هاوس آغاز کرد. در سال ۱۹۹۳ او همکاری‌اش با جان دیگوید را آغاز کرد. آن دو به همراه یکدیگر توری بین‌المللی را برگزار کردند و تعداد زیادی میکس (مجموعه‌ای از آثار هنرمندان دیگر که به صورت یک ترانه با هم مخلوط شده‌اند) تهیّه کردند.
تاکنون چندین تک‌آهنگ از ساشا توانسته‌اند به جدول تک‌آهنگ‌های بریتانیا راه یابند. ساشا همچنین تاکنون برای هنرمندانی همچون مدونا و کمیکال برادرز ریمیکس‌هایی تهیّه کرده‌است. ریمیکسی که او در سال ۲۰۰۴ از ترانه‌ای از فلیکس دا هاوسکت به‌نام "Watching Cars Go By" تهیّه کرد باعث شد که ساشا در سال ۲۰۰۴ نامزد دریافت جایزهٔ گرمی شود. ریمیکس‌ها و ترانه‌های ساشا، ازجمله آلبوم Airdrawndagger (که تنها آلبوم استودیویی انفرادی او به‌شمار می‌رود)، غالباً ترکیبی از سبک‌های گوناگون موسیقی الکترونیک هستند، و این کار را برای منتقدان در تشخیص دقیق سبک موسیقی او دشوار می‌کند.
پس از آن که او به‌عنوان یک تهیّه‌کننده و دی‌جی به موفّقیّت دست یافت، ساشا شروع به کار با دی‌جی‌ها و تهیّه‌کننده‌های جوان‌تری همچون بی‌تی و جیمز زابیلا کرد. این همکاری‌ها بر روی سبک موسیقی و تکنیک‌های آن‌ها تأثیر گذاشت. استفادهٔ او از تجهیزات مهندسی صوت به‌صورت زنده منجر به محبوبیّت نوآوری‌های فنّاورانه در میان دی‌جی‌هایی شد که تا پیش از آن بر گرامافون تکیّه داشتند. با وجود روند در حال تغییر در موسیقی رقص الکترونیک، ساشا همچنان به اجراهای خود در سالن‌های رقص بزرگ ادامه می‌دهد. در سال ۲۰۰۷، او با همکاری رنسانس رکوردز، یک ناشر موسیقی به‌نام ام‌فایر را تشکیل داد، که از آن زمان تاکنون خروجی منحصربه‌فرد آثار جدید او بوده‌است.

## سال‌های آغازین
ساشا در ۴ سپتامبر ۱۹۶۹ در بنگور، ولز به دنیا آمد. او بیشتر جوانی خود را با مادرش در شهر سندیکرافت در فلینتشایر واقع در ولز شمالی به سر برد. مادر ساشا، در دبیرستان هاواردن آموزگار زبان فرانسوی بود. در آن زمان سلیقهٔ موسیقی ساشا موسیقی پاپ بود و او به موسیقی گروه‌هایی همچون د د و پلیس گوش می‌داد. بعد از یک «دوران کودکی شاعرانه»، او در ۱۷ سالگی در کالج اپسوم پذیرفته شد. با این وجود، او اپسوم را دوست نداشت و پیش از به پایان رساندن مرحلهٔ پیشرفته آن جا را ترک کرد. به‌جای ادامهٔ تحصیل، ساشا به بنگور رفت تا در آن جا با پدر و نامادری‌اش زندگی کند. نامادری ساشا، او را مجبور کرد که نواختن پیانو را بیاموزد. اگرچه او در ابتدا نواختن پیانو را دوست نداشت، امّا در نهایت به این نتیجه رسید که نواختن پیانو در حرفهٔ موسیقی که قصد داشت وارد آن شود، سودمند خواهد بود.
ساشا در سال ۱۹۸۸ در یک سالن رقص در منچستر با موسیقی رقص الکترونیک آشنا شد. مدّتی بعد، او شیفتهٔ صدای خشن موسیقی اسید هاوس شد. او هر هفته به منچستر می‌رفت و به‌زودی به جایی در حوالی دیزلی نقل مکان کرد. ساشا تعداد زیادی محصول اسید هاوس خرید و شروع به خودآموزی میکس موسیقی کرد. همان‌طور که ساشا خود نیز بارها به این موضوع اشاره کرده، در آن جا یک دی‌جی محلّی به دنبال دی‌جی‌های دیگری بود که بتوانند با او در یک تور منطقه‌ای سفر کنند و با او همکاری کنند. ساشا داوطلب شد و به‌این‌ترتیب نخستین اجرای زنده‌اش در جایی در نزدیکی استاک‌پورت رقم خورد.

## دوران دیگوید
در سال ۱۹۹۳ ساشا با جان دیگوید آشنا شد و این نقطهٔ عطفی در زندگی و حرفهٔ موسیقی او بود.

## پس از دیگوید
در نیمهٔ دوّم سال ۲۰۰۲، ساشا با همکاری جانکی ایکس‌ال، هنرمند بیگ بیت، ترانهٔ "Breezer" را ساخت.

## بازگشت با دیگوید
اگرچه اجراهای مکرّر آن‌ها را برای سالیان زیادی از یکدیگر دور کرده، ولی ساشا و دیگوید هر دو تأیید کرده‌اند که آن‌ها دوباره برای چند اجرا در استرالیا با هم همکاری خواهند کرد.

## سبک‌های موسیقی
ساشا با تأثیر گرفتن از حال و هوای "The Haçienda" در اواخر دههٔ ۱۹۸۰، کار خود را با تهیّهٔ موسیقی در سبک اسید هاوس شروع کرد، سبکی خشن و در عین حال قابل رقص. در اوایل دههٔ ۱۹۹۰، او سبک خود را به گونه‌ای تاریک‌تر از موسیقی هاوس اروپایی تغییر داد. هرچند زمانی که در شلی اقامت داشت، او شروع به اکسپریمنت موسیقی هاوس آمریکایی کرد. هنگامی که او به رنسانس رفت، سلیقه و سبک موسیقی‌اش بازهم توسعه و بهبود پیدا کرد، و او شروع به کار با موسیقی الکترونیک و در عین حال متمایل به پاپ هنرمندانی همچون موبی، اسپوکی، و لفتفیلد کرد. دوّمین محصول همکاری ساشا و دیگوید، یعنی "Northern Exposure" که در سال ۱۹۹۷ به بازار عرضه شد را با نام "اپیک هاوس" (هاوس حماسی) توصیف می‌کنند. آثار متعاقب ساشا، عموماً با الهام از حال و هوای فضایی و اتمسفریک موسیقی ترنس هاوس هنرمندانی چون سون وات، مت دیری، تیلت، و آرمین ون بورن ساخته شدند. همچنین در ئی‌پی ایکس‌پندر و آلبوم‌های میکس مربوط به اواخر دههٔ ۱۹۹۰ او، ردّ پایی از گونه‌ای ریتمیک و بیس‌دار از موسیقی پراگرسیو هاوس به چشم می‌خورد. به‌طور کلّی می‌توان گفت که موسیقی ساشا در آن زمان تا حدّ زیادی مشابه آثار هنرمندانی مانند جان گراهام، بی‌تی، بریدر و ساندر کلایننبرگ بود.
امروزه ساشا موسیقی الکترو هاوس نیز تهیّه می‌کند.

## تکنیک‌ها و فناوری
ساشا، خود موفّقیّتش را ناشی از مهارت تکنیکی بالا، و توانایی‌اش در «برقراری ارتباط با رقصندگان» می‌داند.

## محبوبیّت و افتخارات
در سال ۲۰۰۰، در رده‌بندی دی‌جی‌های سراسر جهان که هرساله به‌وسیلهٔ مجلّهٔ دی‌جی انجام می‌شود، ساشا توانست جایگاه نخست را از آن خود کند.

## گزیده‌ای از دیسکوگرافی
آلبوم‌ها
- ۱۹۹۴: The Qat Collection (Deconstruction Records)
- ۲۰۰۲: Airdrawndagger (Kinetic Records, BMG) (جدول موسیقی آلبوم‌های بریتانیا #18, Billboard 200 #157, Billboard Top Electronic Albums #5)

دی‌جی‌میکس‌ها/آلبوم‌های گردآوری‌شده
- ۱۹۹۴: Renaissance - The Mix Collection with جان دیگوید (Renaissance Records)
- ۱۹۹۶: Northern Exposure with John Digweed (Ministry of Sound, Ultra Records)
- ۱۹۹۷: Northern Exposure 2 with John Digweed (Ministry of Sound, Ultra Records)
- ۱۹۹۸: Global Underground 009: San Francisco (Boxed)
- ۱۹۹۹: Northern Exposure: Expeditions with John Digweed (INCredible, Ultra Records)
- ۱۹۹۹: Global Underground 013: Ibiza (Boxed)
- ۲۰۰۰: Communicate with John Digweed (INCredible, Kinetic Records) (بیلبورد ۲۰۰ #149)[۱]
- ۲۰۰۴: Involver (Global Underground Ltd.) (UK #61, Billboard 200 #200, Billboard Electronic #1)
- ۲۰۰۵: Fundacion NYC (Global Underground Ltd.) (Billboard Electronic #4)
- ۲۰۰۶: Avalon Los Angeles CA 24/06/06 (Instant Live)
- ۲۰۰۸: The emFire Collection: Mixed, Unmixed & Remixed (emFire, Ultra Records, Style Records)
- ۲۰۰۸: Invol2ver (Global Underground Ltd.)
- ۲۰۱۲: Invol<3r (Ministry Of Sound.)

دی‌وی‌دی
- ۲۰۰۶: Sasha & John Digweed present Delta Heavy with John Digweed (System Recordings)